# Adolph Knigge
Freiherr Adolph Franz Friedrich Ludwig Knigge né le 16 octobre 1752 à Bredenbeck, près de Hanovre et mort le 6 mai 1796 à Brême, est un philosophe du siècle des Lumières, écrivain, compositeur, franc-maçon et membre des Illuminés de Bavière.

## Biographie
Le baron Adolph Knigge, membre de la petite noblesse, romancier, satiriste et auteur dramatique signe sous différents pseudonymes, dont : Joseph Aloisius Maier, JC Meywerk, Benjamin Noldmann, Joachim Melchior Spiessglas, Joseph von Wurmbrand, etc.
Il est surtout connu pour son livre Du commerce avec les hommes (de), ouvrage de philosophie qui traite des principes fondamentaux des relations humaines, qui est devenu avec le temps et du fait d'ajouts dans les éditions successives une référence en matière d'étiquette et de bienséance, à l'origine de nombreux conduct books dans le monde.
Il a été initié très jeune en franc-Maçonnerie, dans la loge du Lion couronné de Cassel, appartenant à la Stricte observance templière, dont il est devenu membre de l'ordre intérieur avec le nom de « Eques a Cygno albo ». De 1780 à 1783, il rédigea avec Adam Weishaupt les rituels des Illuminés de Bavière.

### Bibliographie

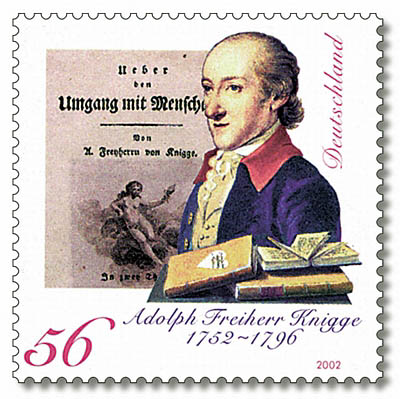
Timbre anniversaire

## Travaux

### Compositions
- Konzert für Fagott F-Dur[6]
- Sechs Sonaten für Klavier[6]
- Zwei Lieder[6]

## Hommages
En février 2002, la Deutsche Post AG émet un timbre pour le 250e anniversaire d'Adolph Freiherr Knigge, en plus d'un portrait d'Adolph Knigge on y trouve une reproduction de la couverture de Über den Umgang mit Menschen.

### Lecture
- Pierre-André Bois, Adolph Freiherr Knigge (1752-1796). De la « nouvelle religion » aux Droits de l'homme. L'itinéraire politique d'un aristocrate allemand franc-maçon à la fin du dix-huitième siècle, Wolfenbütteler Forschungen, bd SO, Wiesbaden, 1990, 656 pp[8]